# Frontière entre Chypre et la Turquie

Conflits des ZEE en mer Méditerranée. En bleu : zone revendiquée par la Grèce et Chypre ; en rouge : zone revendiquée par la Turquie.

La frontière entre Chypre et la Turquie est un tracé délimitant les zones économiques exclusives respectives de la Turquie et de Chypre en mer Méditerranée dans le bassin Levantin. C'est une des frontières de l'Union européenne
La frontière fait l'objet d'un différend puisque la Turquie reconnait officiellement (et c'est l’unique pays) la république turque de Chypre du Nord à la suite de la partition de Chypre. Le tracé ne peut donc s'appuyer que sur une ligne équidistante entre les côtes anatolienne et les côtes de l'île de Chypre.
La frontière relierait le tripoint Chypre—Grèce—Turquie vers l'Ouest au tripoint Chypre—Syrie—Turquie
Les tensions ont été exacerbées en 2018 après la découverte de champs de pétrole au large d'Israël, l'état turc contestant le traité établissant la frontière cyprio-égyptienne.